# Claes Egnell
Claes Robert Herman Vidarsson Egnell (29. januar 1916 i Örebro i Sverige – 15. januar 2012) var en svensk moderne femkæmper samt skytte og oberst i det svenske forsvar.
Egnell vandt en sølvmedalje ved Vinter-OL 1952 i Helsinki under holdkampen i moderne femkamp, sammen med Torsten Lindqvist og Lars Hall, hvor sidstnævnte også vandt en guldmedalje i de individuelle kampe. Egnell blev svensk mester i moderne femkamp syv gange i sin sportskarriere. I 1945 udmærkedes han med Svenska Dagbladets guldmedalj.